# 萨摩里·杜尔
萨摩里·杜尔（约1828年—1900年6月2日）是一名穆斯林圣职者、军事人物以及瓦苏卢帝国建立者，他信仰的是遜尼派马立克派。他的曾孙艾哈迈德·塞古·杜尔后来成为几内亚总统。
萨摩里·杜尔很早就學會使用火枪，并且組織了一支军队。1868年，他成為一名酋长。1876年，萨摩里占领了一個金矿（今马里和几内亚的边界）。1878年，萨摩里建立了瓦苏卢帝国。1880年，法国入侵上几内亚。1885年，萨摩里·杜尔與法國在尼日尔河畔交戰並擊敗法國。1887年，法国与瓦苏卢帝国又再度爆發衝突。1891年，法國攻佔康康 。1892年，法國攻佔瓦苏卢帝国首都比桑杜古。同時英國不再向萨摩里提供军火。萨摩里率領游擊隊繼續對抗法國。1898年9月29日，萨摩里被法军俘获，隨後萨摩里被法国當局流放到加蓬。1900年6月2日，去世。